# 株式交換
株式交換（かぶしきこうかん、英語: stock swap）とは、2つの既存の会社を一度に完全親子会社の関係にする組織再編に係る手続。米国法を母法とする法制度である。

## 概説
株式交換では、親会社と子会社となるべき2つの会社が、子会社となる会社の株主に対し、その保有する子会社株式と親会社株式等を一定の割合で交換することを提案する。
これにより、親会社は子会社の全株式を取得し、子会社となるべき会社を完全子会社化できる。一方で子会社の株主は、現有する子会社の株式に換えて、親会社の株式等を取得する。
この株式交換は、子会社、親会社の両者の株主が2/3の議決をもって承認することで発効する。
交換の対価となるものは、親会社の株式に限らず、有価であれば足りる。具体的には親会社の持つ既存株式のほか、新規に発行される親会社株式、社債、新株発行権、現金、親会社のさらに親会社となる会社の株式など、いかなるものも許される。
株式移転とは以下の点で異なる。
- 株式移転では親会社を新設する。株式交換では親会社は既存の会社である。
- 株式交換は他企業の買収のためにも使えるが、株式移転では不可能。
- 株式交換では親会社は合同会社でもよい。
- 効力を発するのは、株式移転では新設親会社の設立登記時。株式交換では株式交換契約で定めた株式交換の日。
- 共同株式移転はあるが株式交換で類似のものはない。
- 株式移転では略式手続も簡易手続も存在しない（新設合併と同様）。

この手法を使う主な目的として、「会社の持株会社化」「他企業の買収」の二つがあげられる。

## 米国における株式交換
株式交換制度は米国法を母法とする法制度であり、1975年にアメリカ合衆国のバージニア州が一般会社法で初めて導入した。
1976年には連邦法である模範事業会社法がバージニア州で導入された株式交換制度とほぼ同じ制度を採用したことで多くの州の会社法に普及した。
これにより簡易・迅速に企業再編が行えるようになり、容易に完全親子会社関係が形成できるようになった。
ただし、デラウェア州など一部の州では株式交換制度は採用されていない。

## 日本における株式交換
日本においては1999年（平成11年）の商法改正により導入された（旧商法352条〜363条）。2005年（平成17年）に成立、公布された会社法においても引き継がれている。
日本の会社法では株式会社がその発行済株式の全部を他の株式会社または合同会社に取得させることと定義される（会社法2条31号）。株式交換完全親株式会社は、効力発生日に、株式交換完全子会社の発行済株式の全部を取得する（会社法769条）。結果として、その株式会社は他の株式会社または合同会社の完全子会社（100%子会社）となる。

### 手続
- 株式交換契約締結
  - 株式交換契約の締結（会社法767条）
株式会社の発行済株式の全部を取得する会社（株式会社又は合同会社に限る。以下この編において「株式交換完全親会社」という。）との間で、株式交換契約を締結しなければならない。
  - 株式交換契約（会社法768条）
- 事前開示
  - 株式交換契約に関する書面等の備置き及び閲覧等（会社法782条）
株式交換完全子会社の株主及び新株予約権者は、株式交換完全子会社に対して、その営業時間内は、いつでも、株式交換契約の閲覧、謄本又は抄本の交付の請求をすることができる（同条3項）。
- 株式交換の承認
  - 原則として株主総会特別決議による承認（略式手続・簡易手続では不要）
  - 簡易株式交換（会社法796条3項）
  - 反対株主の株式買取請求権（会社法797条）
- 債権者保護手続（会社法789条）
  - 会社債権者異議手続が必要な場合がある。
- 事後開示
  - 株式交換に関する書面等の備置き及び閲覧等（会社法791条）
  - 株式交換契約に関する書面等の備置き及び閲覧等（会社法794条）
株式交換完全親株式会社の株主及び債権者は、その営業時間内は、いつでも、契約書面の閲覧等の請求をすることができる。

### 対価
完全子会社となる会社の株主に与えられる対価は、通常は親会社の株式であろうが、会社法では対価の柔軟化を定めた。すなわち、対価として、親会社の証券（社債、新株予約権、新株予約権付社債）だけでなく、他の会社の株式等でも良い。
既存株主の構成を変えないために、または事前に子会社株が買い占められて突然親会社の大株主になる者が現れる可能性などを考慮してか、最近では金銭を対価とする株式交換の事例も増えている。

### 会計
完全親会社のほうでのみ、仕訳が必要となる。借方は「子会社株式」、貸方は「資本金」と資本準備金とその他資本剰余金となる。
借方「子会社株式」の価額については、その株式交換を取得とみなすか持分の結合とみなすかで相違がある。取得とする場合はパーチェス法が適用される。パーチェス法では借方「子会社株式」の価額は、子会社株主に払った対価総額とする。このとき、株式を対価としたときは、株式を時価評価して算出する（＝株式時価単価×交付した株式数）。
子会社側での仕訳はない。